# Axel Helsted
Axel Theophilus Helsted (11. april 1847 i København – 17. februar 1907 i København) var en dansk maler.
Axel Helsted var søn af professor Frederik Ferdinand Helsted. Sin første uddannelse fik Helsted hos faderen og blev som 16-årig elev på Kunstakademiet. I 1864 vandt han den lille sølvmedalje i 1866 afsluttede han sin uddannelse kun 19 år gammel. 1869 rejste han til Paris, hvor han opholdt sig omtrent et år, men tvungen krigen mellem Frankrig og Tyskland måtte han forlade byen og tog til London, hvorfra han over København og Berlin begav sig til Rom. Under sit ophold der opnåede han Akademiets stipendium for 2 år.
Efter at være blevet gift i 1874 tog han og hustruen tilbage til Italien, hvor de blev til 1879. Efter sin hustrus død (24. oktober 1886) foretog Helsted 1887 en ny rejse til Holland og Belgien og 1890 med hjælp af Det anckerske Legat en rejse til Palæstina. 1887 blev han medlem af akademiet, 1892 fik han titel af professor.
Axel Helsted arbejdede tidligt med portrætkunsten. De mange års ophold i Italien udvidede motivkredsen med bl.a. italienske folkelivsscener i en række genrebilleder. Han kunne rammende og med lune give sine billeder et indhold, der gik videre end blot at være registrerende. Hans psykologisk indtrængende figurbilleder placerer ham i dansk kunst som en af de første kunstnere, der uden sentimentalitet og patos, men gennem handling og udtryk beskriver menneskelige følelser og adfærd i forskellige livssituationer. Rejsen til Palæstina bestyrkede Helsteds religiøsitet, og han malede en række religiøse billeder, der viser en stræben mod inderlighed i fremstillingen af bibelske scener.
Ifølge Weilbachs kunstnerleksikon findes der 22 billeder af Axel Helsted på danske kunstmuseer: